# Prisanpassningsstrategier
Prisanpassningsstrategier är ett hjälpmedel för företag när de ska anpassa sina priser till olika kunder och marknadssituationer. Faktorer som kan påverka prisförändringar är konkurrenter, efterfrågan, tid och ekonomiska faktorer. Företag sänker eller höjer priserna för att initiera och bemöta konkurrenters prisändringar.

## Olika strategier

### Avdrag och- ersättningsprissättning
Avdrag och- tillåtelseprissättning avser de olika rabatter som
företaget anordnar för att få inbetalningar snabbare men det finns olika steg inom denna strategi.
Typiska exempel på dessa är kvantitetsköp, tidig betalning samt lågsäsongsförsäljning.
- Tidig betalning: Det är vanligt att företag använder denna strategi i hopp om att få inbetalningar tidigare. Företag ger exempelvis avdrag för de kunder om de väljer att finansiera köpet tidigare än förfallodagen vilket gör att säljaren får pengarna tidigare in i företaget. Säljaren gör detta i syfte att få in likvida medel i rörelsen för att därigenom finansiera eventuella köp eller dylikt[1].
- Kvantitetsavdrag: En annan typ av avdrag är kvantitetsavdrag och detta sker om konsumenten köper en viss mängd av samma produkt och därigenom får ett avdrag. Detta sker vanligtvis mellan företag (business-to-business) men även i affärer lämpade för privatpersoner. Ett vanligt exempel på detta är ”köp 3, betala för 2”-budskapet vilket är avsett för att locka tänkbara konsumenter. För säljaren finns det positiva konsekvenser av avdraget såsom ökad försäljning.
- Handelsrabatt: En så kallad handelsrabatt uppstår vanligtvis inom industribranschen där försäljning mellan grossister och detaljister sker. Inom detta segment av marknaden erbjuds rabatter för att framhäva ett mer lockande erbjudande och öka försäljningen trots att vinstmarginalen per såld produkt minskar i och med handelsrabatten men totala försäljningen ökar.[2]
- Säsongsrabatt: Säsongsrabatt är vanligt bland försäljningsföretag. Klädbranschen är väldigt periodiserings inriktat där klädbutiker ständigt anpassar sitt varulager efter vilken säsong som eftertraktas. Exempelvis vill klädbutiker sälja av vinterkollektionen desto närmare vårmånaderna man kommer och därför prissänks dessa produkter för att få plats med vårkollektionen.
- Ersättningsavdrag: Tillåtelseavdrag berör inlämning av varor för att reducera priset på en ny vara. Det brukar användas inom branscher som berör fordon men även elektronik där man exempelvis lämnar in sin mobiltelefon i utbyte mot en prissänkning på köpet av en ny mobil. Säljaren kan sedan sälja vidare den begagnade mobilen till ett lägre utgångspris än normalt. [3]

### Segmenterad prissättning
Segmenterad prissättning innebär att en vara/tjänst kan prissättas till två eller flera olika priser, anpassat till olika segment, oavsett inköpspris
och andra kostnader. Marknadssegmentering innebär att företag delar upp marknaden i olika grupper beroende på olika faktorer som ålder, kön och livsstil.
Segmenterad prissättning förekommer i flera olika former.
- Vid kundbaserad segmenterad prissättning betalar olika kunder olika pris för samma produkt. Till exempel lägre avgift för pensionärer och studenter på museum jämfört med andra besökare.
- Enligt platsbaserad segmenterad prissättning sätts olika pris ut för samma produkt på annan plats trots samma kostnad för distribution, till exempel kan olika platser på en teater kosta olika mycket.
- Tidsprissättning är en annan form av prisjustering. I segmenterad tidprissättning tas olika priser beroende på tidpunkten. Det kan variera mellan olika klockslag, veckodag eller period på året, exempelvis så brukar biografer ha lägre pris på dagtid(matiné).
- En annan prissättning är den produktbaserade då olika försäljningspriser sätts för olika versioner av produkter, till exempel så är literpriset för läsk ofta mycket högre på mindre produkter trots att tillverkningspriset i stort sett är detsamma.[3]

### Psykologisk prissättning
Psykologisk prissättning handlar om att företaget sätter priser beroende på hur kunden uppfattar priset. Det kan vara att företag sätter priset 99,90 istället för 100 kr, detta eftersom det ser ut att vara billigare. De kan också prissätta beroende av hur de vill att kunden ska uppfatta produkten baserat på hur den är prissatt, att de utnyttjar tron att priset säger någonting om produkten. Vi människor bedömer till exempel en produkts eller tjänsts kvalitet efter vad den kostar, vi tror alltså att en produkt/tjänst som kostar mer är av bättre kvalitet. 
Referenspriser är en typ av psykologisk prissättning. Här utnyttjar företaget att konsumenten kommer ihåg tidigare priser och refererar till dessa när de ser en produkt, till exempel att de kommer ihåg ungefär vad en mjölkliter kostar och därför lägger extra märke till om det är nedsatt pris.

### Påverkansbaserad prissättning
Påverkansbaserad prissättning är när företag försöker påverka kunderna med lockpriser genom att temporärt sänker priset på varor, ibland till och med lägre än inköpspriset. Detta gör företag för att skapa en spänning och en känsla av att kunderna behöver ta sig till butiken. Själva målet är att öka försäljningen och man
hoppas att ett lägre pris på en viss vara, ska göra att fler kunder kommer till företaget och köper fler
varor än den som är prissänkt. Det behöver inte alltid vara varor som prissänks, utan det kan vara
längre garantier eller service. Ett bra exempel på en vanlig påverkansbaserad prissättning är under
mellandagarna. Då sänker ofta butikerna priset på vissa varor för att locka tillbaka kunder efter
julhandeln. Företagen måste vara noggranna med användningen av denna prisanpassning. Gör man det för ofta kan det leda till att kunderna väntar med att handla tills företagen sänker priserna, eller att
kundernas bild av företagets varumärke blir sämre. I en del fall blir företagen så beroende av påverkansbaserad prissättning att man använder detta temporärt för att försöka komma ur tuffa perioder,
istället för att tänka långsiktigt.

### Geografibaserad prissättning
Företag måste bestämma vilket pris man ska sätta på sina produkter till kunder som bor i en annan
del av landet/världen.
Företaget har flera val. Ska företaget sätta ett högre pris till de kunder som bor längre bort på grund av
fraktkostnader eller ska alla betala samma pris?
Det finns flera varianter att gå efter. Tre av dessa är:
- Zon prissättning: Företaget använder sig av “priszoner”. Då alla kunder inom en viss zon betalar samma pris, då priset ökar om zonen är mera avlägsen och minskar om zonen är närliggande.

- Baspunkts prissättning: Företaget har en utgångspunkt där de levererar varorna ifrån. Alla kunder betalar frakten utgående från denna punkt till destination(utgångspunkt och tillverkningspunkt är inte alltid samma ställe).

- Frakt absorberande prissättning: Säljaren står för hela eller delar av fraktkostnaden. Detta för att säljaren resonerar om att produktpriset minskar ökar försäljningen, och då kan även kostnaderna som har med tillverkning att göra minska. Detta används för att hålla en stabil plats på marknaden och/eller en ökad tillväxt på marknaden.

### Dynamisk prissättning
Dynamisk prissättning innebär en mer rörlig och aktiv prissättning där man hela tiden anpassar priset efter behov och egenskaper hos individer i olika situationer. Denna typ av prissättning har vuxit drastiskt i och med digitaliseringen. Internets flexibilitet har gjort det möjligt för säljare att direkt anpassa priset efter efterfrågan (detta kallas ibland realtids prissättning). I andra fall kontrollerar konsumenterna priserna genom att bjuda på olika auktionssajter eller genom att använda olika prisjämförelsetjänster.

### Internationell prissättning
Denna prisanpassningsstrategi använder sig företag av som har en internationell handel. Skillnaden mellan internationell och geografibaserad prissättning är att; i internationell fokuserar man på prissättningen i de olika länderna medan man i geografibaserad mer fokuserar på frakten. De kan använda sig av samma pris i alla
länder, men de kan även kolla på hur de olika ländernas marknader ser ut och bestämma priser
utifrån det. När företagen kollar på marknaderna i de olika länderna tar de hänsyn till aspekter som landets
ekonomi, konkurrensen, lagar och landets utveckling av handelssystemet. 

## Prisförändringar
Efter att prisanpassningsstrategier tagits fram kommer företagen att behöva göra prisförändringar för att initiera och bemöta konkurrenters prisändringar. I och med att en prisförändring görs kommer företaget att få reaktioner utifrån dessa förändringar. De reaktioner som uppstår kommer både ifrån kunder och konkurrenter. 

### Prisnivåer
Priser kan behövas sänkas eller höjas i olika marknadssituationer. För att företag ska vara så konkurrenskraftiga som möjligt anpassar de priserna till marknaden produkten säljs på. Förändrade prisnivåer sker oftast i samband med den ekonomiska situationen på en marknad. Under lågkonjunktur minskar efterfrågan och därför kan företaget behöva sänka priset, medan högkonjunktur ger ökad efterfrågan och då möjlighet till att höja priset.
Ibland kan efterfrågan överstiga företagets varulager som finns att tillgå och säljaren kan inte
tillfredsställa köparnas behov. I dessa fall kan företagen även öka
priset för att efterfrågan skall minska.

### Konkurrenters reaktioner
Ett företag måste förutse konkurrenternas reaktioner till deras prisändringar. Det finns flera utfall i
denna situation. Företag kan tro att de som sänker sina priser försöker ta över en större del av
marknaden i och med deras prisändringar. Konkurrenterna kan tro att företag som sänker sina priser går dåligt och
behöver därför sänka sina priser för att öka sin försäljning. Företag kan även sänka priserna för att ändra hela industrins prissättningar för att öka kundens efterfrågan av produkten. Företag behöver förutse dessa utfall för att kunna matcha deras konkurrenter för att sedan kunna lägga upp en
konkurrenskraftig strategi för att fortsätta ha en stark ställning på marknaden.
För företag finns det olika sätt att bemöta prisförändringar. Man kan t.ex.:
- Reducera sitt pris och matcha konkurrenternas, då man antar att man kommer förlora på att hålla ett högre pris än konkurrenterna.
- Försöka höja priset genom att bygga ett starkare varumärke vilket leder till att konsumenterna väljer just det företag där de känner sig trygga.
- Skapa ett ”dotterbolagsvarumärke” som håller ett lägre pris samtidigt som man behåller sitt vanliga pris på sitt varumärke.